# براق توزكوبران
بوراك توزكوباران (بالتركية: Burak Tozkoparan)‏ ولد 14 نوفمبر 1992 هو ممثل وعازف طبول تركي.

## الحياة و الوظيفة
عائلته من أصل اللاز ، من ريزا .  في 2 أبريل 2011، فاز بجائزة أفضل عازف طبول في مسابقة الموسيقى في المدرسة الثانوية الرابعة عشرة التي أقيمت في مركز بوستانجي للعروض .  بعد تمثيل مدرسة Kızılayı Kartal الأناضول الثانوية التركية في المسابقة، التحق بجامعة أوكان للحصول على شهادة في دراسات السينما والتلفزيون.  وفي الوقت نفسه، واصل مسيرته كموسيقي كعضو في فرق موسيقية مختلفة. لفترة من الوقت،وهو مطرب مجموعة "ODYO" الموسيقية. 
بدأ بوراك مسيرته في التمثيل بدور أوزان في مسلسل حطام عام 2014، ثم حقق شهرة أوسع بمشاركته في مسلسلات مثل الأزهار الحزينة، وقلب واحد، ويا أسفي على شبابي، واتصل بمدير أعمالي المقتبس من مسلسل فرنسي. كما قدم أدواراً مميزة في مسلسلات حديثة مثل الملحمة بعام 2021، وطيور النار بعام 2023، والقلب الأسود او بما يلقب (وادي القلوب) بعام 2024 مما أكسبه قاعدة جماهيرية واسعة.

## أعماله
| فيلم      | فيلم                         | فيلم            |
| سنة       | عنوان                        | دور             |
| --------- | ---------------------------- | --------------- |
| 2024 ٣٠٢٤ | في حالة سكر من الحب قلب اسود | سلطان ولد جيهان |
| التلفاز   |                              |                 |
| سنة       | عنوان                        | دور             |
| 2014-2017 | عشق ودموع                    | أوزان جوربينار  |
| 2017-2018 | الأزهار الحزينة              | علي             |
| 2019      | قلب واحد                     | جيم ساروهان     |
| 2020      | يا أسفي علي شبابي            | زولا            |
| 2020-2021 | اتصل بمدير أعمالي            | أمير            |
| 2021-2022 | الملحمة                      | تيمور           |
| 2023–2024 | طيور النار                   | بربروس تونالي   |
| 2024      | القلب الاسود                 | جيهان شانسالان  |

## جوائز و ترشيحات
| سنة  | جائزة                                            | فئة             | نتيجة        |
| ---- | ------------------------------------------------ | --------------- | ------------ |
| 2011 | مسابقة الموسيقى في المدرسة الثانوية الرابعة عشرة | أفضل عازف (طبل) | المركز الأول |

1. ↑  "Burak Tozkoparan röportaj otostil araba dergisi otostil yerli diziler". 28 يناير 2018. مؤرشف من الأصل في 2022-10-08.
2. 1 2  "Vodafone 14. Liseler Arası Müzik Yarışması". جامعة إسطنبول أوكان. مؤرشف من الأصل في 2015-05-07. اطلع عليه بتاريخ 2016-02-20.
3. ↑  "Burak Tozkoparan: Şöhretin ne olduğunu bilmiyorum". سوزجو. 29 مارس 2015. مؤرشف من الأصل في 2022-10-08. اطلع عليه بتاريخ 2020-07-17.
4. ↑  "Ateş Kuşları'nın yıldızı Burak Tozkoparan'dan rock şarkısı - Birsen Altuntaş" (بالتركية). Archived from the original on 2023-05-07. Retrieved 2024-02-18.
5. ↑  "Burak Tozkoparan kimdir? - Yeni Akit" (بالتركية). Archived from the original on 2023-01-28. Retrieved 2024-02-18.
6. ↑  "'Kırgın Çiçekler' dizisi ile adını duyuran Burak Tozkoparan, 'Tek Yürek'te başrol olacak". Takvim. 16 يونيو 2019. مؤرشف من الأصل في 2023-06-15. اطلع عليه بتاريخ 2020-07-17.